# 生和コーポレーション
生和コーポレーション株式会社（せいわコーポレーション）は、大阪府大阪市福島区と東京都千代田区に本社を置く総合建設会社である。旧称は生和建設株式会社（2009年に現社名へ変更）。

## 沿革
- 1971年（昭和46年） - 生和建設株式会社が設立される。
- 1987年（昭和62年） - 北大阪支店を開設。
- 1990年（平成02年） - 大阪支店を開設。
- 1995年（平成07年） - 京都支店・兵庫支店を開設。
- 1996年（平成08年） - 福岡支店を開設。
- 2000年（平成12年） - 千葉支店を開設。
- 2001年（平成13年） - 阪奈支店・大阪東支店・埼玉支店を開設。
- 2002年（平成14年） - 横浜支店を開設。
- 2004年（平成16年） - 関東本部・名古屋中央支店・横浜中央支店・堺支店を開設。
- 2005年（平成17年） - 西宮支店・池袋支店を開設。
- 2006年（平成18年） - 東京支店を開設。
- 2007年（平成19年） - 佐賀支店を開設。
- 2009年（平成21年） - 「生和コーポレーション株式会社」へ社名変更。
- 2010年（平成22年） - 名古屋支社を開設。
- 2011年（平成23年） - 本社社屋を大阪市福島区へ移転・神戸支社を開設。
- 2012年（平成24年） - 京都支社・福岡支社を開設・東日本本社を開設。

## 許認可登録
- 特定建設業　国土交通大臣許可(特-24)第16017号
- 特定建設業　国土交通大臣許可(特-22)第23920号
- 一級建築士事務所登録　大阪府知事登録(リ)第5155号
- 一級建築士事務所登録　東京都知事登録第56868号
- 宅地建物取引業　国土交通大臣(3)第6860号
- 宅地建物取引業　国土交通大臣(1)第8110号
- (社)大阪建築士事務所協会会員
- (社)日本ツーバイフォー建築協会会員
- 民間賃貸住宅促進協議会会員
- (財)大阪府都市整備推進センター賛助会員

## CM
- 2000年頃のCMには天童よしみ（演歌歌手）を起用していたが、その後2002年頃から、現在まで松岡修造（スポーツキャスター・タレント。元プロテニス選手）を起用してCMを放送中である。（同社のウェブサイトで見ることが可能）。
- また、1990年代には福井敏雄（気象評論家）、勝野洋（俳優）をそれぞれCMキャラクターに起用していた。

## 関連会社一覧
- 生和不動産保証株式会社
- 生和ビル管理株式会社
- 生和アメニティ株式会社
- 生和ホームズ株式会社
- 生和都市開発株式会社
- 生和株式会社
- 生和設計研究所ホールディングス株式会社
- 株式会社ハッピーライフ
- 株式会社賃貸不動産ニュース社
- セイワ不動産株式会社
- エスケイファイナンス株式会社